# 麥可·韋納
勞勃·麥可·韋納（英語：Robert Michael Winner，1935年10月30日—2013年1月21日），英國男導演、編劇、製片人、剪輯師、美食作家及媒體名人。他憑藉在20世紀60年代、70年代和80年代執導過多部動作片、驚悚片和黑色喜劇電影而聞名，其中多次與演員奥利弗·里德以及查理士·布朗遜合作。
韋納最著名的作品包括二戰喜劇片《浴血大逃亡》（1969年）、殺手驚悚片《龍虎鐵金剛》（1972年）、私刑動作片《猛龍怪客》（1974年）及其後的兩部續集、諷刺喜劇片《大明星醒目狗》（1976年）、超自然恐怖片《鬼屋奇談》（1977年）、新黑色電影《夜長夢多》（1978年），以及修正主义西部片《威震江湖奪命槍》（1971年）和《野狼》（1972年）。
身為英國知名的媒體人物，韋納經常出現在電視談話節目中，並為《星期日泰晤士報》發表餐廳評論專欄。他也是警察紀念信託基金會的創辦人。

## 逝世
2012年10月，韋納接受《泰晤士报》採訪時表示，據肝臟專家所述，自己只剩下十八個月到兩年能活。他研究了瑞士的尊嚴診所提供的協助安樂死服務，但發現該過程的官僚作風令人反感。韋納2013年1月21日在荷蘭公園的林地別墅家中去世，享壽77歲。

## 死後爭議
韋納逝世後，數名特技演員聲稱韋納是在片場虐待劇組人員的導演。
特技演員洛基·泰勒聲稱，在《猛龍怪客第三集》（1985年）的製作過程中，韋納創造了危險且欺騙的工作環境，導致他在一次特技表演中受了重傷。泰勒有一次被導演要求從建築物上跳下、穿過受控的火焰，最後掉進一組排列好的箱子裡。然而，泰勒稱，韋納在沒有諮詢他的情況下，讓攝影機轉動時調出了火焰的高度。泰勒完成了特技，但與箱子相差「大約一英尺」，而導致骨盆、背部骨折，並受到部分燒傷。泰勒表示，韋納帶著幾名報社攝影師到醫院探望他，並躺在泰勒旁邊、在自己耳邊低聲說：「洛基，你別以為能起訴我，因為你無法逃過懲罰。」泰勒稱這次受傷影響了自己的職業生涯並「毀了我的生活」。26年後的2011年，泰勒成功復出並再次表演了這項特技。

繼2017年10月起針對哈維·溫斯坦的指控事件後，韋納被三名女性——黛比·阿諾德、辛蒂·馬歇爾-戴（Cindy Marshall-Day）和一名身份不明的女性指控，要求她們在韋納家中試鏡時向他暴露乳房。兩名具名的女性拒絕。據《舞台》2019年的報導，在韋納電影《邪惡拜金女》（1983年）及《猛龍怪客第三集》中，瑪麗娜·塞迪斯稱自己曾遭受該導演的虐待：
|  | 塞迪斯透露自己在職業生涯中曾遭受過襲擊，「我去見這裡的一位經紀人，他掀起了我的裙子」更補充，「我知道你不應該說死者的壞話」，但她希望在《猛龍怪客第三集》中指導自己的電影導演麥可·韋納「永遠在地獄裡腐爛」。每當談到電影、電視和戲劇對待女性的黑暗面時，塞迪斯「對那些在＃MeToo和＃TimesUp運動中發聲的年輕女演員感到敬畏」。 |

## 外部連結
- 麥可·韋納在互联网电影资料库（IMDb）上的資料（英文）
- Michael Winner （页面存档备份，存于） at BFI Screenonline
- Winner's Dinners review database （页面存档备份，存于）
- Michael Winner's appearances on Combat Radio （页面存档备份，存于）